# Lusíadas Saúde
A Lusíadas Saúde, fundada em 1998 como HPP Saúde, é uma das principais empresas na área de cuidados de saúde em Portugal.

## História
Em 1998, é criada a Lusíadas Saúde, na altura com o nome HPP Saúde.
Em 2013, foi adquirida pelo grupo brasileiro Amil.
Em 2014, o grupo sofre um rebrading para Lusíadas Saúde.
Em 2022, a Lusíadas Saúde foi adquirida pelo grupo francês Vivalto Santé.